# Linus Omark
Linus Karl Heimer Omark, född 5 februari 1987 i Övertorneå, är en svensk professionell ishockeyspelare som spelar för Luleå HF i SHL, där han även vunnit SM guld säsongen 2024/2025 efter final mot Brynäs.
Han blev draftad av Edmonton Oilers som 97:e spelare totalt i NHL Entry Draft 2007.

## Biografi
Linus Omark började spela ishockey i Övertorneå HF tillsammans med bland andra barndomskamraten Johan Harju. Omark och Harju spelade sedan tillsammans ända fram till flytten till Nordamerika säsongen 2010/2011. I Luleå HF kallades Omark och Harju för The Övertorneå Connection, eftersom båda brukade vara ett radarpar på isen. 2014 återförenades båda i Jokerit.
2003 började Omark hockeygymnasiet i Luleå. Han gjorde SHL-debut med Luleå HF säsongen 2005/2006.
Linus Omarks båda bröder, Urban Omark och Jörgen Omark, har också spelat ishockey. Äldsta brodern Urban spelade i SHL med Södertälje SK. Omark är kusin med målvakten Daniel Henriksson.

## Genombrottssäsongen 2008/2009
Sitt stora genombrott fick Linus Omark i Luleå säsongen 08/09 då han gjorde totalt 55 poäng på 53 matcher, vilket gav honom en tredje plats i SHL:s totala poängliga. I början av säsongen blev Omark rejält sågad av SVT:s expert Niklas Wikegård, som sade: "Omark ser ju tjock ut... Hur ser testvärdena ut på Linus Omark? När man intervjuar honom ser han ut som att han käkar marshmallows, han ser helt otränad ut." Uttalandet fick stor uppmärksamhet i media. Omark gav svar på tal och stod alltså fyra månader senare som trea i SHL:s poängliga. I en match mot Timrå IK satte han klubban mellan benen på sig själv och sköt pucken upp i nättaket. Det målet blev det tredje snyggaste under säsongen enligt Hockeyligans topp 3-omröstning 2009.

## NHL- / NLA- / KHL-spel
Omark påbörjade säsongen 2010/2011 med spel i Oklahoma City Barons. 10 december 2010 gjorde han NHL-debut för Edmonton Oilers i en hemmamatch mot Johan Harjus Tampa Bay Lightning. Omark gjorde en assist och ett uppmärksammat straffmål i debutmatchen. Första spelmålet i NHL gjorde han 16 december i en match mot Columbus Blue Jackets.
Den 29 augusti 2012 skrev Omark på ett ettårskontrakt med den schweiziska NLA-klubben EV Zug. Med 69 poäng på 48 matcher, fem poäng före Luganos Glen Metropolit, blev Omark första svensk att vinna poängligan i NLA. I slutet på augusti 2013 återvände Omark till NHL och Edmonton Oilers med ett ettårskontrakt.
Den 20 december 2013 blev han tradad till Buffalo Sabres mot ett villkorat sjätteval i 2014 års draft.
Den 19 februari 2014 valde Sabres att bryta kontraktet med Omark efter att han vägrade inställa sig hos deras samarbetspartner Rochester Americans i AHL. Samma dag meddelade Luleå Hockey att Omark skulle återvända till Luleå Hockey.

## Landslagsspel
Linus Omark gjorde landslagsdebut 18 december 2008 i Channel One Cup. Första landslagspoängen gjorde han den 5 februari 2009, på sin 22-årsdag, under LG Hockey Games 2009. I en träningsmatch mellan Tre Kronor och Schweiz i Karlskrona den 31 mars 2009 gjorde Omark en omtalad straff där han lobbade pucken över målvakten via ribban. Målet blev matchavgörande. I sin allra första VM-match, den 25 april 2009 mot Österrike, gjorde han 5 poäng. Han gjorde totalt 10 poäng i VM 2009 vilket gav honom 13:e plats i VM:s totala poängliga.

## Meriter
- Årets rookie i SHL 2006/2007 (1 av 4 spelare)
- VM-brons 2009
- VM-brons 2010
- VM-guld 2017
- SM-silver medaljör med Luleå HF i SM-Slutspelet i ishockey för herrar 2021/2022
- National League (Mästare med Genève-Servette HC i Schweiz): 2023
- SM-guld medaljör med Luleå HF i ishockey för herrar 2024/2025.

## Klubbar
- Luleå HF 2005/2006 – 2008/2009, 2013/2014, 2021/2022, 2023/2024 -
- HK Dynamo Moskva 2009/2010
- Edmonton Oilers 2010/2011 – 2011/2012, 2013/2014
- Oklahoma City Barons 2010/2011 – 2011/2012, 2013/2014
- EV Zug 2012/2013
- Genève-Servette HC 2020/2021, 2022/2023
- Buffalo Sabres 2013/2014
- Jokerit 2014/2015
- Salavat Julajev Ufa 2015/2016–